# Triazool
Triazool is de benaming voor een groep heterocyclische aromatische verbindingen. Ze zijn opgebouwd uit een vijfring waarin twee dubbele bindingen en drie stikstofatomen voorkomen.
Er zijn twee triazolen bekend:
- 1,2,3-triazool
- 1,2,4-triazool

1H-1,2,3-triazoole
2H-1,2,3-triazoole
1H-1,2,4-triazoole
4H-1,2,4-triazoole

## Werking[1]
Alle triazoolderivaten remmen één enzym, C14-demethylase, dat een sleutelrol speelt in de biosynthese van sterolen. Sterolen zijn op hun beurt structurele componenten en zorgen voor een goede ontwikkeling en werking van celwanden en membranen van schimmelcellen. Triazolen dringen dus door in fytopathogene schimmels en veroorzaken een verstoring van hun groei, wat uiteindelijk leidt tot hun dood. 
Verschillende triazoolderivaten kunnen verschillende delen van de sterolbiosynthese beïnvloeden. Hierdoor zijn er bepaalde verschillen in het werkingsspectrum van verschillende triazolen. Triazolen hebben geen schimmeldodend effect op kiemende schimmelsporen omdat de sporen voldoende sterolen bevatten om een kiemende hypha te vormen. Sommige sporen bevatten zelfs voldoende sterolen om infectieuze structuren te vormen. In deze gevallen zijn triazolen niet in staat om het binnendringen van de infectie in plantenweefsels tegen te gaan. Triazolen kunnen worden gebruikt voor profylactische behandelingen of voor behandelingen in de vroege fasen van de ziekteontwikkeling. Sommige triazoolderivaten kunnen de sporenvorming remmen en zo de verspreiding van de ziekte helpen afremmen. In de meeste gevallen echter, als fytopathogenen al zijn begonnen met sporenvorming op geïnfecteerde planten, zullen triazoolfungiciden niet effectief zijn.
Bij het sproeien dringen de actieve ingrediënten snel in het blad en verspreiden ze zich actief doorheen het blad. Studies hebben aangetoond dat drie druppels van een gelabeld triazoolderivaat, aangebracht op een triplet blad van sojabonen, zich binnen één dag door het hele blad verspreiden. Het is echter belangrijk om te weten dat triazolen zich niet altijd van het ene blad naar het andere en van het ene deel van de plant naar het andere kunnen verplaatsen. Ze zijn ook niet in staat om zich via het floëem door de plant te verplaatsen. De meeste triazoolderivaten hebben een beschermingsperiode van ongeveer 14 dagen.
Omdat alle triazolen slechts één specifiek enzym (C14-demethylase) remmen, kunnen fytopathogenen er resistent tegen worden. Sommige triazoolderivaten zijn door dit fenomeen volledig van de pesticidenmarkt verdwenen. Om het ontstaan van resistentie tegen pathogenen te voorkomen, moeten de volgende aanbevelingen worden opgevolgd:
- Vermijd herhaalde triazoolbehandelingen zonder het gebruik van fungiciden met andere werkingsmechanismen, vooral in het geval van ernstige ziekteverspreiding en tegen ziekten met een korte voortplantingscyclus (zoals roest).
- Als meerdere behandelingen nodig zijn, moeten triazoolbehandelingen worden afgewisseld met fungiciden met andere werkingsmechanismen of moeten tankmengsels worden gebruikt.
- Triazoolderivaten moeten worden toegepast volgens de instructies van de fabrikant - tegen de ziekten die in de instructies worden aangegeven en in de aangegeven fasen van de gewasontwikkeling.
- Indien mogelijk is het wenselijk om triazolen toe te passen in de vroegste fasen van de levenscyclus van fytopathogenen. Aangezien sommige triazolen zeer effectief zijn in vroege stadia van ziekteontwikkeling, moet men niet vertrouwen op behandelingen op latere data.
- Het verminderen van het gebruik van geneesmiddelen versnelt de ontwikkeling van resistentie tegen fytopathogenen aanzienlijk en is een onaanvaardbare kostenbesparingstechniek.
- Het effect van difenoconazool is weersonafhankelijk, maar bij temperaturen van 12 °C en lager neemt de werkzaamheid van het middel af. Werkingsduur van het middel dat wordt gebruikt voor profylactische doeleinden tegen parasieten en echte meeldauw - 6-7 dagen, voor therapeutische doeleinden - 4-5 dagen. Het wordt ook gebruikt tegen een breed scala van ziekteverwekkers uit de klassen van ascomyceten, basidiomyceten, deuteromyceten.

## Toepassingen
Veel derivaten van triazolen zijn biologisch actieve stoffen, meer bepaald tegen schimmels. Zij worden gebruikt in de geneeskunde als antimycoticum en in de land- en tuinbouw als fungicide:
- Antimycotica zijn o.a. fluconazol, fosfluconazol, itraconazol, voriconazol, isavuconazol en posaconazol.
- Fungiciden zijn o.a. bromuconazool, epoxiconazool, flutriafol, propiconazool, flusilazool, metconazool, ipconazool en tebuconazool.